# OPEN THE DOOR
『OPEN THE DOOR』（オープン ザ ドアー）は、HIROKOのアルバム。

## 概要
- ソロ初のアルバム。
- 初回限定盤は「Promise You」のPVが収録されたDVD付き。

## 収録曲
1. Intro〜Open the door〜
2. CARNIVAL
3. GIRLZ UP〜stand up for yourself〜
ソロ1stシングル。
4. Rock With You
5. 最後の恋
ソロ2ndシングル。
6. Promise You
7. is this Luv?
8. SLOW MOTION featuring TSUGUMI（from SOULHEAD）
9. Baby
1stシングルのカップリング曲。
10. Song for you

| スタブアイコン | サブスタブ | この項目は、まだ閲覧者の調べものの参照としては役立たない、アルバムに関連した書きかけの項目です。この項目を加筆・訂正などしてくださる協力者を求めています（P:音楽/PJ:アルバム）。 |